# Parodius (серия игр)
Parodius — пародийная серия видеоигр в жанре горизонтального скролл-шутера, разработанная компанией Konami. Название Parodius является сочетанием слова «пародия» и названия популярной серии скролл-шутеров компании, Gradius. Игры используют концепцию Gradius, но включают элементы и персонажей других популярных игр компании и выполнены в стиле cute 'em up.
Первая игра серии была выпущена в 1988 году для домашних компьютеров стандарта MSX. Впоследствии она была портирована на игровую консоль PC Engine и переиздана для более современных систем. Продолжения игры выходили в виде аркадных игровых автоматов и портировались на многие домашние системы.

## Список игр
- Parodius — Tako wa Chikyū o Sukū (1988, MSX)
- Parodius Da! －Shinwa kara Owarai e－(1990, аркадный автомат)
- Gokujō Parodius! ～Kako no Eikō o Motomete～ (1994, аркадный автомат)
- Jikkyō Oshaberi Parodius (1995, Super Famicom)
- Sexy Parodius (1996, аркадный автомат)
- Paro Wars (1997)
- Little Pirates (1998)
- CR Parodius Da! (2000)
- CR Parodius Da! ZE (2000)
- CR Parodius Da! 2 (2000)
- CR Saikoro Tin Douty (2004)
- CR Gokujō Parodius! (2006)
- Gokuraku Parodius (2010)
- Gokuraku Parodius A (2010)

Во время конкурса Konami Action & Shooting Contest, организованного Shueisha Game Creator’s Camp и Tokyo Game Show 2022, Ооешин Ничиро выиграл от Konami права на разработку игры в рамках конкурса. Игра под названием Parodius Reiwa Edition находится в разработке.